# Tazo Tea
Tazo Tea – producent i dystrybutor herbaty, powstały w 1994 roku w Portland, Oregon. Obecnie należy do koncernu Unilever.

## Historia

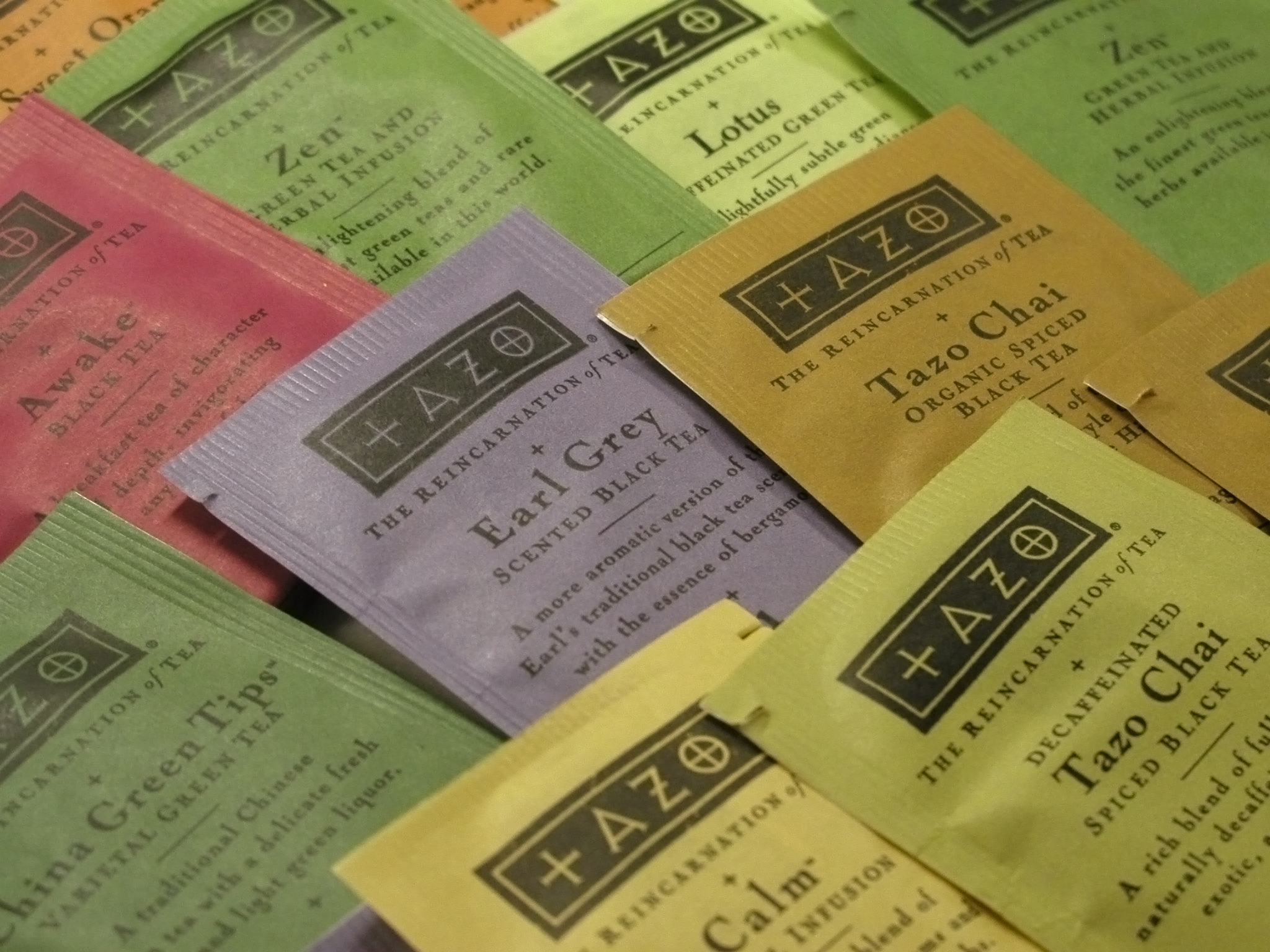

Przedsiębiorstwo zostało założone w 1994 roku w Portland, Oregon przez Steve’a Smitha, Stephena Lee oraz Toma Meshera. Lee był byłym CEO firmy Stash Tea Company, którą założył wspólnie ze Smithem w 1972 i którą sprzedał japońskiej firmie Yamamotoyama w 1993 roku. Jednak już rok później wspólnie założyli firmę Tazo Tea, która dzięki nowoczesnym rozwiązaniom marketingowym i powiązaniami jej szefów z rynkiem szybko stała się popularną marką herbaty.
W 1998 roku Smith w poszukiwaniu inwestorów zaprosił do rozmów Howarda Schultza, szefa koncernu Starbucks. Przedsiębiorstwo zostało zakupione przez Starbucks w 1999 roku za 8,1 miliona dolarów.